# Clara (Irlandia)
Clara (irl. An Clárach) – miasto w hrabstwie Offaly w Irlandii położone nad rzeką Brosna.